# نبکا

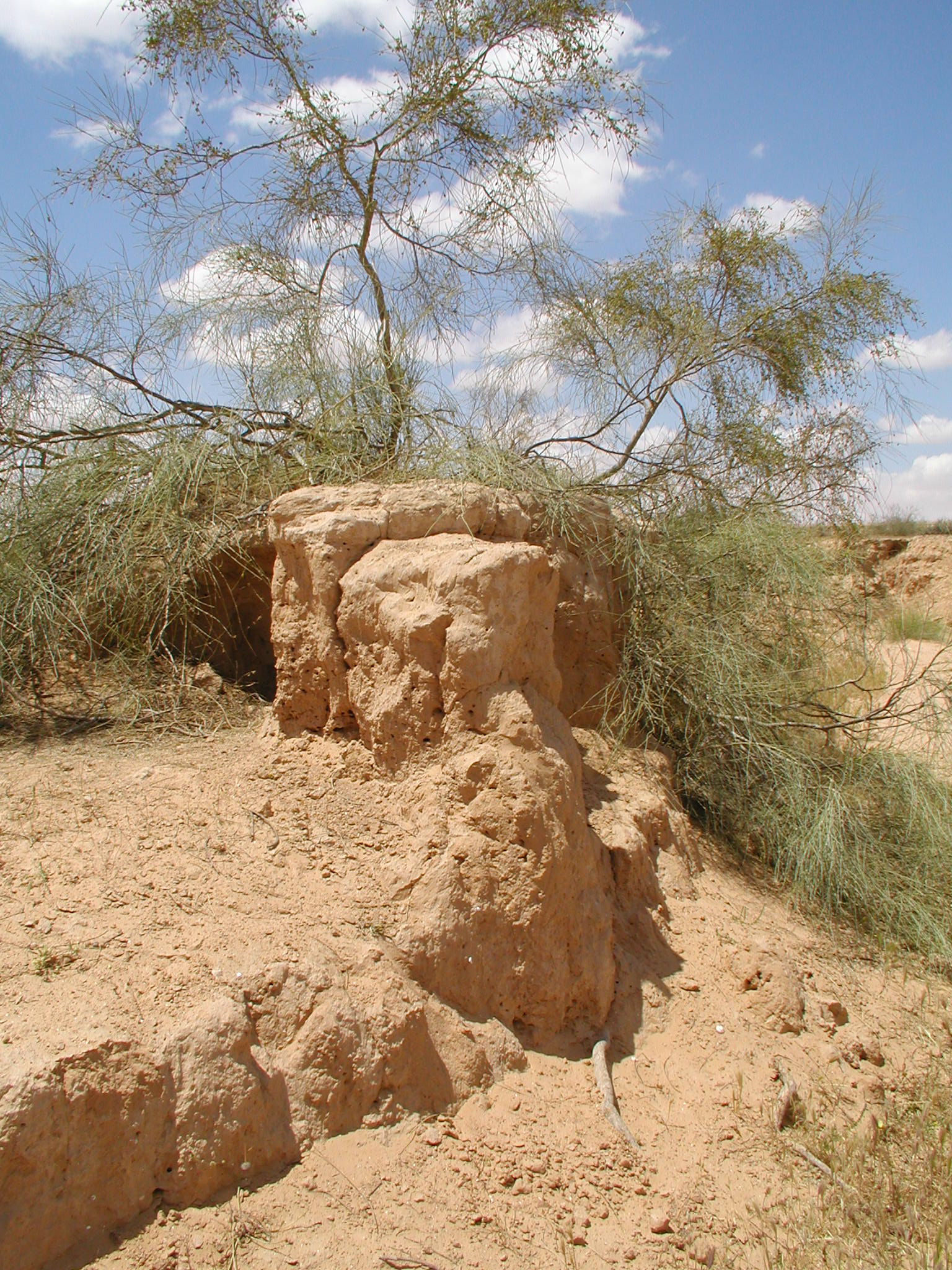
درخت گز در صحرای سینا

نِبکا (واژه‌ای عربی به معنای تپه کوچک) که تَلٌِ گز، تل نباتی و گلدان صحرا نیز نامیده می‌شود، عارضه‌ای از حاصل تعامل فرسایش بادی، خیسی منطقه و پوشش گیاهی است؛ به اینصورت که وجود گیاه، در مسیر حمل و ترانزیت فرسایشی بادی مانع ایجاد می‌کند و باعث می‌گردد که در پای گیاه، ماسه جمع شود و به مرور زمان تله‌ای از ماسه با تاجی از پوشش گیاهی ایجاد می‌گردد که به آن نبکا یا تلهٔ گیاهی گفته می‌شود.
نبکاها عموماً در سطح همواری می‌رویند که میزان ماسهٔ آن متوسط و سطح آب زیر زمینی آن بالا یا رطوبت کافی برای رشد گیاه در آن فراهم باشد. عناصر تشکیل‌دهندهٔ نبکا شامل ماسه لای، رس و سیلت است.

#### واقعیتی دربارهٔ گیاه نبکا
این گیاه مقاوم ریشه‌های بسیار قدرتمندی دارد. به مرور زمان و با جمع شدن ماسه اطراف و روی گیاه، نبکا به‌طور کامل درون شن دفن می‌شود، اما وجود ریشه‌های قوی، باعث می‌شود این گیاه دوباره از درون خاک و ماسه بیرون زده و رشد کند. در واقع ریشه این گیاه با حفظ رطوبت حداقلی زیر تل ماسه، یک اکوسیستم درون زمین ایجاد می‌کند. این فضا و رطوبت اندک زیر زمین به دیگرموجودات و حشرات زیر خاک برای ادامه حیاط در دل کویر کمک می‌کند. به همین دلیل اگر نبکا را از نزدیک مشاهده کنید، این گیاه روی تل‌های بلند خاک و ماسه قرار گرفته است در حالی که ریشه‌های آن تا چند متر زیر زمین رشد کرده است.

#### گیاه نبکا در ایران
شهر شهداد، یکی از شهرهای استان کرمان است که جنگل نبکا را در کنار خود دارد. جنگل نبکا در حدفاصل بین شهر شهداد و کلوت‌های شهداد واقع شده که منطقه وسیعی از بیابان را پوشش داده است.